# Jaume Cabré
Jaume Cabré i Fabré, född 30 april 1947 i Barcelona, är en spansk (katalansk) författare och manusförfattare. Han räknas som en av de mest framstående av de nutida författarna som skriver på katalanska och har producerat både romaner, ungdomsböcker och manus för film, TV och teater.
Cabré debuterade med noveller och barnböcker i mitten av 1970-talet. 1984 publicerades trilogin Cicle de Feixes som innebar hans litterära genombrott. Hans roman La terayina, som vann "Premi Sant Jordi" 1983, blev 1990 till den film som han även skrev filmmanuset till. Cabrés berättelser tar ofta upp konstens villkor eller maktens konsekvenser. Många av berättelserna är placerade i historiska miljöer, bland annat i Barcelona.

## Biografi

### Bakgrund
Jaume Cabré studerade på Barcelonas universitet, där han 1972 tog en examen i katalansk språkvetenskap. Året efter fick han novellen "El tipògraf" ('Typografen') publicerad i tidskriften Lluc.

### 1970-talet
Cabré gjorde sig först känd med de två novellsamlingarna Faules de mal desar (1974) och Toquen a morts (1977).
Redan i Cabrés första roman, 1978 års ungdombok Galceran, l'heroi de guerra negra ('Galceran, 'det svarta krigets hjälte'), presenterades hans återkommande teman: makten och människans livsvillkor. Den fredlösa och motsägelsefulla romanfiguren Jaume Galceran tecknades som motvillig hjälte under det andra carlistkriget (1847–49).
Cabrés andra roman, Stuvningen, väckte till liv en väldigt annorlunda figur. Historien kretsade kring "Barringa Barranga", en före detta prostituerad som byggt upp ett nätverk av olika relationer i Barcelonas Barri de Sant Antoni (väster om El Raval).

### 1980-talet
I 1980 års El mirall i l'ombra ('Spegeln och skuggan') uppträdde första gången musiken och – i viss mån – funderingar kring konstnärskapets värde som tema. I Cabrés senare böcker har de här ämnena ständigt återkommit.
1980 publicerade han barnboken La història que en Roc Pons no coneixia ('Historien som Roc Pons inte visste om'). Ett år senare kom en andra barnbok, "L'any del blauet" ('Kungsfiskarens år').
Åren 1984 och 1985 kom de tre titlarna som tillsammans bildade Cicle de Feixes (ung. 'Altancykeln'), en trilogi som Cabré hade arbetat på i ett antal år. Där ingår La teranyina ('Spindelväven'), en historia präglad av Den tragiska veckan (oroligheter i Barcelona kopplade till 1909 år Melillakrig). De händelser som i verkligheten utspelade sig i Barcelona äger i boken rum i staden Feixes, en påhittad stad baserad på verklighetens Terrassa (förstad till Barcelona). Den politiska och ekonomiska maktkampen, liksom den inom en släkt, presenteras genom de olika medlemmarna av familjen Rigau och personerna runt omkring dem.
1984 publicerades också del två i trilogin, Fra Junoy o l'agonia dels sons ('Broder Junoy eller ljudens ångest'), en roman där saker och ting utvecklas en liten bit i taget. Här spelar de underjordiska rörelserna i staden Feixes kyrkoväsen stor roll, liksom klostret La Ràpita där huvudpersonen är biktfader. Flera av romangestalterna från La teranyina återkommer i den här fria fortsättningen. Huvudfiguren Broder Junoy är en sorts offer för maktens intriger och manipulativa drag.
Året efter kom novellen "Luvowski o la desraó" ('Luvowski eller oförnuftet'). Här sattes punkt för händelseutvecklingen och familjerna som stod i centrum i de två föregående berättelserna. Novellen publicerades i en novellsamling med namnen Llibre de preludis ('Preludieboken'), där musiken är ett bärande tema.
1984 kom också Cabrés tredje barnbok, L'home de Sau.

### 1990-talet

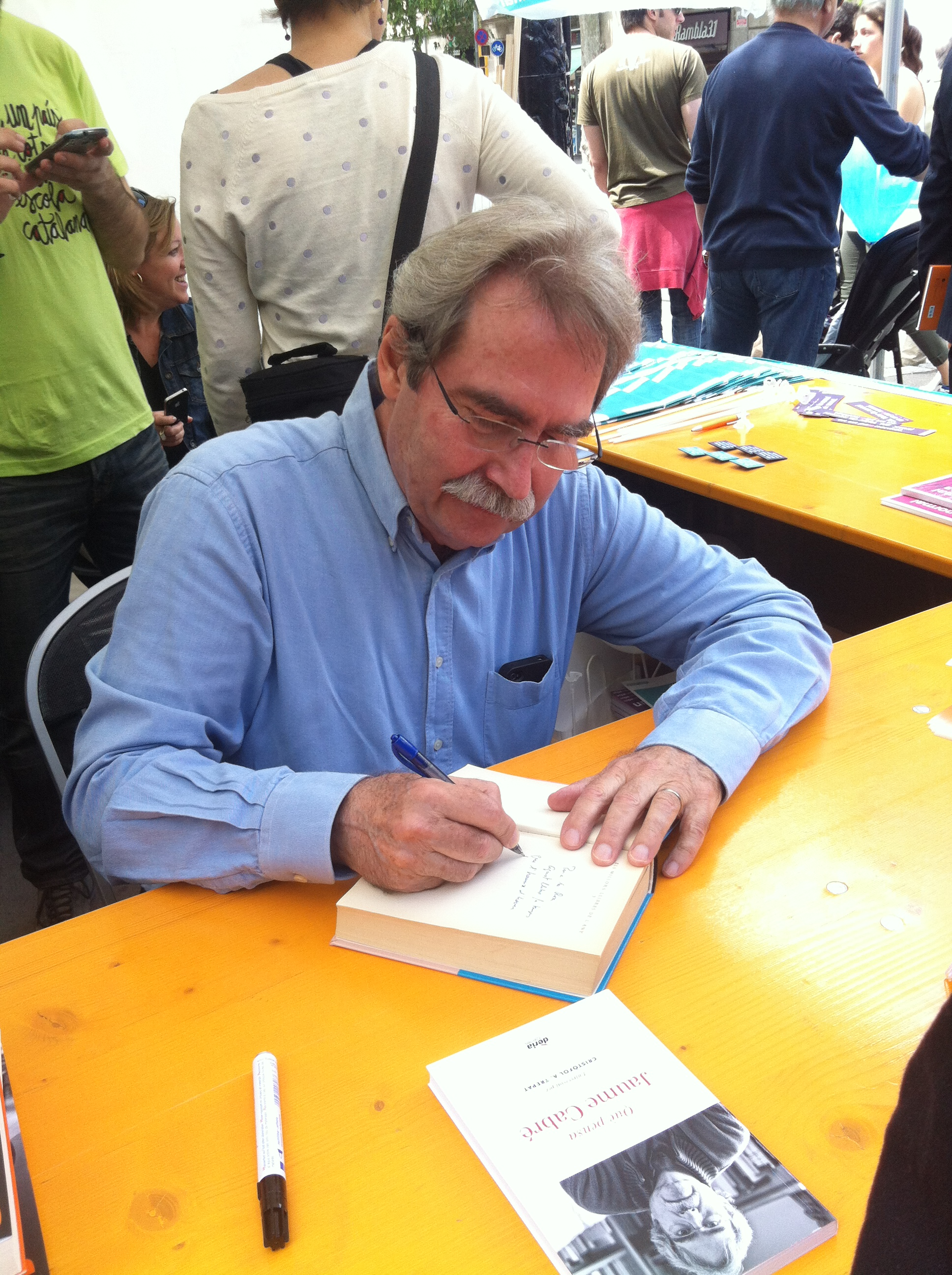
Jaume Cabré vid 2014 års Sant Jordi-dagar i Barcelona.

1991 kom Senyoria, en roman med korruption inom domarväsendet som tema. Boken utspelar sig i Barcelona i slutet av 1700-talet. Om Fra Junoy… målade upp historien om ett offer, var det här frågan om en bödel – och all fruktan och egoism – förkroppsligad av Rael Massó, högste domare i Barcelonas högsta domstol.
L'ombra de l'eunuc ('Eunuckens skugga') från 1996 är en roman om de sista åren av Francos styre och åren därefter. Det hela ses från författarens egen generations perspektiv, personifierat av romanfiguren Miquel Gensana. Samtidigt är det en roman som reflekterar över konsten som sådan, särskilt den musikaliska konsten. Strukturen i berättelsen är baserad på den hos Alban Bergs Konsert för violin och orkester.
Därefter gjorde Cabré litterära utflykter i andra genrer. 1999 publicerade han "El sentit de la ficció" ('Fiktionens väg'), en essä över författarkonst och skapande på olika plan.

### 2000-talet
2000 återvände han till fiktionens värld med novellsamlingen Viatge d'hivern ('Vinterresa'). De här 14 berättelserna kopplas samman av det gemensamma temat dolda impulser. Läsaren får lov att upptäcka de här sambanden på egen hand, och berättelserna själva är placerade på vitt skilda platser och i olika tidsperioder. Tillsammans formar berättelserna i Viatge d'hivern är en sorts betraktelse över Europa.
Året därpå debuterade Cabré som pjäsförfattare på Teatre Nacional de Catalunya, via Pluja seca ('Torrt regn'). Där skrev Cabré om förfalskningen av det historiska minnet och det faktum att historien skrivs av segraren. Dramat tar sin början på Peníscolas slott, ute vid den nordvalencianska kusten. I pjäsen har slottet förvandlats till en påveborg – precis som i verkligheten under motpåven Benedictus XIII (åren kring år 1400).
2004 års roman Les veus del Pamano ('Pamanos röster') är en historisk krönika om en liten by vid foten av de nordkatalanska Pyrenéerna. Den tar sin början på 1940-talet och fortsätter sin berättelse fram till våra dagar, med ett rikt utmejslat rollkabinett. Minnet av det förflutna, svårigheten i att kunna förlåta och fruktan över det glömda är några av temana i berättelsen. November 2009 visade katalanska TV3 en miniserie i två delar baserad på romanen.
2011 återkom Cabré med Jo confesso ('Jag erkänner'/”Jag bekänner”), där han reflekterar över ondskan som fenomen genom den mänskliga historien. Det ses genom huvudpersonen, en bildad och intelligent Barcelonabo från efterkrigstiden, men även genom väl valda nedslag i 400 år av västerländsk historia.

## Betydelse och mottagande

### I Katalonien/Spanien
Jaume Cabré har fått motta de flesta stora katalanska litteraturpris, och 2010 belönades han med "Premi d'Honor de les Lletres Catalanes ('Den katalanska litteraturens hederspris') för hela sitt författarskap. 2014 fick han motta "Premi Creu de Sant Jordi" ('Sankt Göranskorset') för sina insatser för katalansk kultur.

### Utomlands
Sedan millennieskiftet har de flesta av Jaume Cabrés nyare romaner översatts till andra europeiska språk, och sammanlagt finns minst nio av hans böcker i översatt form. Les veus del Pamano (13 språk), Senyoria (10 språk) och L'ombra del eunuc (5 språk) är de mest översatta titlarna. Den tyska utgåvan av Les veus del Pamano (översatt till De Stimmen des Flusses) sammanföll med 2007 års stora katalanska närvaro på bokmässan i Frankfurt. Däremot gjorde förlaget Suhrkamp/Insel inte någon särskild kampanj för boken, som trots det sålde i 500 000 exemplar.
Jaume Cabré besökte september 2014 Sverige i samband med seminarier på bokmässan i Göteborg.

### Noveller
- Faules de mal desar (Editorial Selecta, 1974)
- Toquen a morts ('De spelar döda'; Edicions La Magrana, 1977)
- Tarda lliure ('1981)
- Llibre de preludis ('Preludieboken'; Edicions 62, 1985)
- Viatge d'hivern ('Vinterresa'; Proa, 2000)
- Baix continu (Proa, 2007)

### Romaner
- Galceran, l'heroi de la guerra negra ('Galceran, det svarta krigets hjälte'; Laia, 1978)
- Carn d'olla. ('Stuvningen'; Moll, 1978)
- El mirall i l'ombra ('Spegeln och skuggan'; Laia, 1980)
- La teranyina ('Spindelväven'; Proa, 1984)
- Fra Junoy o l'agonia dels sons ('Broder Junoy eller ljudens ångest'; Edicions 62, 1984)
- Senyoria ('Regementet'; Proa, 1991)
- El llibre de Feixes [samling av La teranyina, Fra Junoy o l'agonia dels sons och Luwovski o la desraó] (Proa, 1996)
- L'ombra de l'eunuc ('Eunuckens skugga'; Proa, 1996)
- Les veus del Pamano ('Pamanos röster'; Proa, 2004)
- Jo confesso (”Jag bekänner”'Jag erkänner'; Proa, 2011)

### Essäer
- El sentit de la ficció ('Fiktionens väg'; Proa, 1999)
- La matèria de l'esperit ('Andens materia'; Proa, 2005)

### Teatermanus
- Pluja seca ('Torrt regn'; Proa-TNC, 2001)

### Barnböcker
- La història que en Roc Pons no coneixia ('Historien som Roc Pons inte visste om'; Editorial La Galera, 1980)
- L'any del blauet ('Kungsfiskarens år'; Editorial Barcanova, 1981)
- L'home de Sau (Editorial La Galera, 1985)

### Manus till film/TV/radio
- La dama blanca ('Den vita damen'; TV-film, 1987)
- La teranyina (radioföljetong, 1988)
- Fins que la mort ens separi ('Till dess att döden skiljer oss åt'; radioföljetong, 1989)
- La granja ('Bondgården'; TV-serie, 1989-92)
- La teranyina (långfilm, 1990)
- Havanera (långfilm, 1993)
- Estació d'enllaç ('Pendelstationen'; TV-serie, 1994-98)
- Crims ('Brott'; TV-serie, 2000)
- Nines russes ('Ryska flickor'; TV-film, 2003)
- Sara (TV-film, 2003)

## Källhänvisningar
Den här artikeln är helt eller delvis baserad på material från katalanskspråkiga Wikipedia, 24 juni 2014.
1. 1 2 3  "Cabré, Jaume". Arkiverad 14 september 2014 hämtat från the Wayback Machine. Bokmassan.se. Läst 12 september 2014.
2. 1 2 3  Biografia". Escriptors.cat. Läst 13 september 2014. (katalanska)
3. ↑  Gracià, Oriol (2011): "Entrevista a Jaume Cabré", Sàpiens, #109 (oktober 2011) s. 24-25 (katalanska)
4. ↑  ”TV3 estrena avui "Les veus del Pamano"”. TV3.cat. 2001-11-12. Läst 13 september 2014. (katalanska)
5. ↑  "Jaume Cabré, Premi d'Honor de les Lletres Catalanes". Arkiverad 20 juni 2010 hämtat från the Wayback Machine. Vilaweb.cat., 2010-04-08. Läst 12 september 2014. (katalanska)
6. ↑  "Jaume Cabré, Vicky Peña i Josep Maria Martí, entre les Creus de Sant Jordi 2014". 324.cat, 2014-04-01. Läst 12 september 2014. (katalanska)
7. ↑  Nopca, Jordi (2011-09-11): "Jaume Cabré, escriptor sense fronteres: la visió dels editors". Ara.cat. Läst 14 september 2014. (katalanska)